# Quatre grands livres des Song

Les Quatre grands livres des Song (chinois simplifié : 宋四大书 ; chinois traditionnel : 宋四大書 ; pinyin : Sòngsìdàshū) ont été compilés par Li Fang (925-996) parmi d'autres durant la dynastie Song (960–1279). Le nom a été déterminé après que le dernier livre (Cefu Yuangui) fut terminé au XIe siècle. Les quatre encyclopédies ont été publiées dans le but de collecter l'ensemble des connaissances du nouvel État.
Les quatre livres sont :
- Taiping Yulan 太平御覽 est une encyclopédie générale.
- Taiping Guangji 太平廣記 couvre les dieux, divinités, fées, histoires de fantômes et théologie.
- Wenyuan Yinghua 文苑英華 est une anthologie de poésie, odes, chansons et autres écrits.
- Cefu Yuangui 冊府元龜 est une encyclopédie d'essais politiques, autobiographies, mémoires et décrets.

## Référence
- (en) Cet article est partiellement ou en totalité issu de l’article de Wikipédia en anglais intitulé « Four Great Books of Song » (voir la liste des auteurs).